# 初生町
初生町（はつおいちょう）は静岡県浜松市中央区の町名。丁番を持たない単独町名である。住居表示未実施。

## 地理
浜松市中央区の北部、三方原地区の南部に位置する。東で有玉西町・有玉台（一丁目・三丁目）・半田山（二丁目・三丁目・五丁目）、南で葵西（一丁目・二丁目）、葵東（一丁目を除く）、西から北で三方原町、北で東三方町と接する。

### 河川
- 段子川

### 学区
小学校・中学校の学区は以下の通りである。
- 浜松市立初生小学校
- 浜松市立北星中学校

## 歴史

### 町名の由来
明治初年に東京から来た士族は開拓に従事した。今までと全く異なる生活を送ることになるが、士族のあるひとりが「初めて生まれた気持ちでがんばろう」との思いで初生と命名した。三方原村が浜松市に編入された際由緒ある初生が町名に採用された。

### 沿革
- 1880年（明治13年） - 敷知郡三方原村ができる。
- 1896年（明治29年）4月1日 - 郡制の施行により、三方原村の所属郡が浜名郡に変更となる。
- 1954年（昭和29年）7月1日 - 三方原村が浜松市に編入される。旧村域は大字三方原となった[書籍 2]。
- 1955年（昭和30年）10月20日 - 大字三方原の一部より分離し、初生町が新設される[書籍 3]。
- 1981年（昭和56年）4月 - 三方原小学校及び葵が丘小学校より分離独立し、浜松市立初生小学校が開校する。
- 1989年（平成元年） - アピタ初生店を中核とするサンカショッピングセンターがオープンする。
- 1991年（平成3年）
  - 4月 - 浜松市老人福祉センター萩原荘（現：ふれあい交流センター萩原）ができる。
  - 11月15日 - 遠鉄ストア初生店が営業開始する。
- 2001年（平成13年）3月1日 - 半田町・初生町・有玉西町の各一部を合わせて、半田山二丁目を、半田町・初生町の各一部を合わせて半田山三丁目を新設。
- 2007年（平成19年）4月1日 - 浜松市が政令指定都市となる。初生町は北区の一部となる。警察署の管轄が浜北警察署から細江警察署に変更となる。
- 2017年（平成29年）12月15日 - アピタ初生店跡地にラフレ初生がオープンする。
- 2024年（令和6年）
  - 1月1日 - 浜松市の行政区再編により、初生町は中央区の一部となる。また、消防署の管轄が北消防署から中消防署となる。
  - 4月1日 - 警察署の管轄が細江警察署から浜松中央警察署となる[WEB 8]。

## 施設
- 浜松市立初生幼稚園
- 学校法人浜松平和学園旭ヶ丘幼稚園
- 社会福祉法人たんぽぽ会たんぽぽ保育園
- 浜松市立初生小学校
- 浜松市立北星中学校
- 静岡県立浜松工業高等学校
- 静岡県企業局西部事務所西遠支所初生浄水場
- 浜松市ふれあい交流センター萩原
- 静岡銀行三方が原支店
- 遠州信用金庫三方原支店
- JAとぴあ浜松初生支店
- ラフレ初生
- 遠鉄ストア初生店
- フィール初生店
- ウエルシア薬局浜松初生店
- 杏林堂ドラッグストア新初生店
- 遠州鉄道三方原営業所
- セブン-イレブン（初生町追分店、浜松初生西店）
- ファミリーマート（浜松初生町店、浜松初生テクノロード店）
- 浜松市営初生団地
- 曹洞宗 圓通山 竹林寺

## 交通

### バス
- 遠鉄バス
  - 40気賀三ヶ日線：（浜松駅 方面 - ）追分上 - 初生町西（ - 姫街道車庫・聖隷三方原病院・気賀駅前・三ヶ日車庫 方面）
  - 43引佐線、45奥山線、46都田線：（浜松駅 方面 - ）初生町南 - 初生町北 - 北星中学入口（ - 気賀駅前／奥山／都田 方面）
  - 47葵町医大線（医科大学 方面 → ）自衛隊官舎 → 曳馬野東 → 曳馬野[注釈 1] → 北星中学入口 → 初生町北 → 初生町南（→ 浜松駅 方面）
  - 50山の手医大線：（浜松駅 方面 - ）初生大橋 - JA初生支店 - 長池 - 初生小学校 - 浜工高前 - 浜工東 - 三方原営業所（ - 医科大学 方面）
  - 53萩丘都田線：（浜松駅 方面 - ）初生大橋 - JA初生支店 - 長池 - 旭ヶ丘 - 旭ヶ丘北 - 三方原営業所（ - 染地台 方面）
  - 56萩丘都田線：（浜松駅 方面 - ）初生大橋 - JA初生支店 - 長池 - 初生小学校 - 浜工高前（ - 都田・フルーツパーク方面）

### 道路
- 国道257号（金指街道）
- 国道257号・浜松市道中野町三方原線（都田テクノロード）
- 静岡県道261号磐田細江線（姫街道）
- 浜松市道萩丘都田線（軽便通り）
- 浜松市道初生158号・初生159号線（旧満州街道）
- 浜松市道初生88号・初生157号線（信玄街道）
- 有玉南初生線バイパス

## その他

### 警察
警察の管轄区域は以下の通りである。
| 番・番地等 | 警察署         | 交番・駐在所 |
| ---------- | -------------- | ------------ |
| 全域       | 浜松中央警察署 | 三方原北交番 |

### 消防
消防の管轄区域は以下の通りである。
| 番・番地等 | 消防署   | 本署/出張所  |
| ---------- | -------- | ------------ |
| 全域       | 中消防署 | 曳馬野出張所 |